# Convolvulus cantabrica
Convolvulus cantabrica es una especie de la familia de las convolvulaceas.

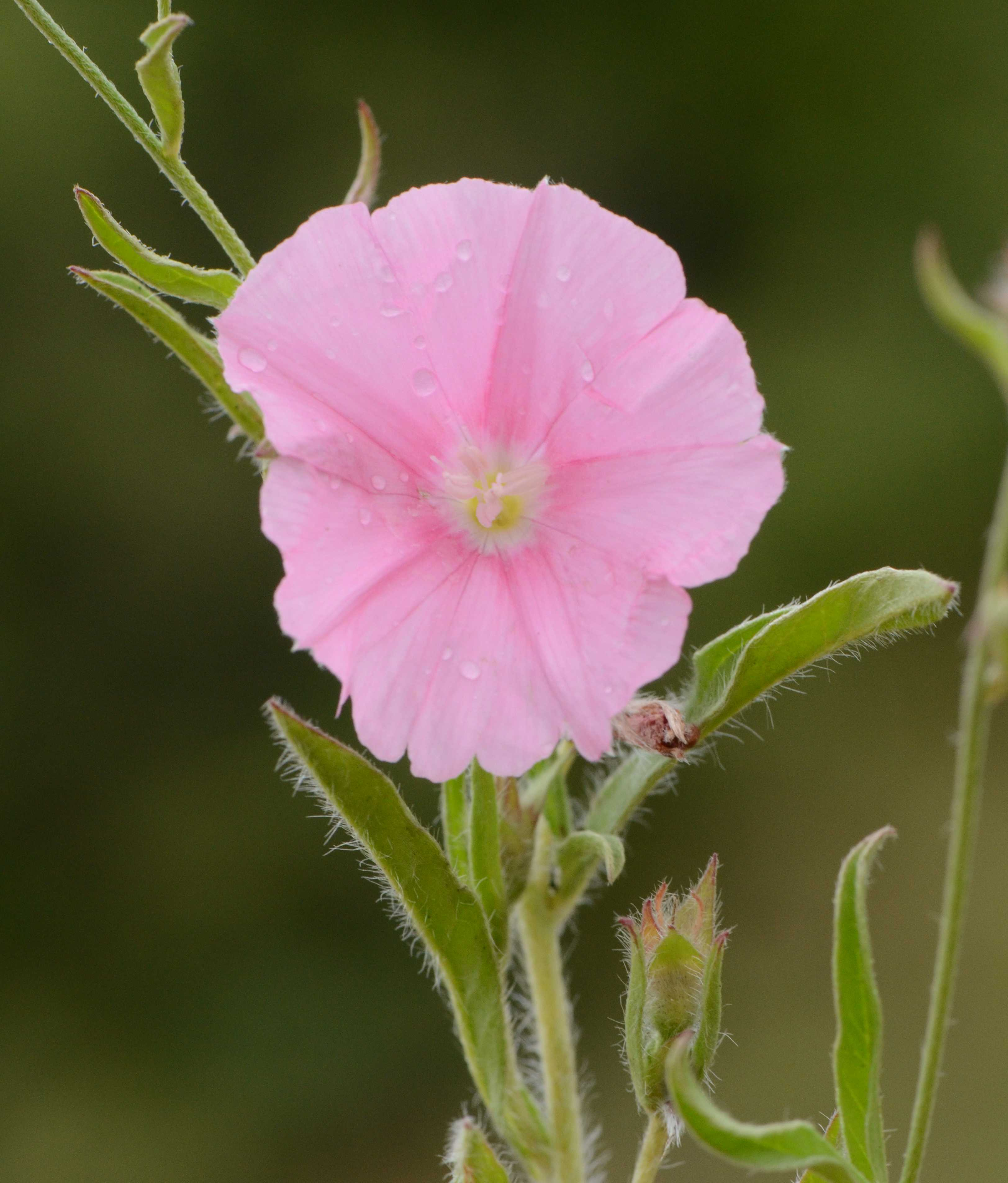
Detalle de la flor

## Descripción
Esta corregüela tiene las flores rosadas y las hojas cubiertas por una pilosidad que le da un color blanquecino. Se parece a Convolvulus lineatus, pero éste tiene la pilosidad muy sedosa y aplicada sobre las hojas y tallos. Vive en los márgenes de los campos y caminos, en lugares calientes y soleados. Florece el mes de mayo y junio.

## Hábitat
Se encuentra en márgenes de caminos y zonas pedregosas. 

## Distribución
Se distribuye por la región  Mediterránea septentrional. En España en Barcelona, Gerona, Islas Baleares, Lérida y Tarragona.

## Taxonomía
Convolvulus cantabrica fue descrito por Carlos Linneo  y publicado en Species Plantarum 1: 158. 1753. 
Etimología
Convolvulus: nombre genérico que procede del latín convolvere, que significa "enredar".
cantabrica: epíteto geográfico que alude a su localización en Cantabria.
Sinonimia
- Convolvulus cardiosepalus Boiss.
- Convolvulus dorycnioides De Not.[2]

## Nombre común
- Castellano: campanilla de pobres, campanilla montañesa, campanitas, cantábrica, correhuela, montañesa.[2]